# Тит Цезерний Квинкциан
Тит Цезерний Квинкциан или Тит Цезерний Стаций Квинкций Македон Квинкциан (на латински: Titus Caesernius Statius Quinctius Macedo Quinctianus; * ок. 101) e политик и сенатор на Римската империя през 2 век и приятел на император Адриан.

## Произход и кариера
Произлиза от Аквилея от фамилията Цезернии. Син е на конника Тит Цезерний Македон, който през 107 г. е прокуратор на Цезарийска Мавретания. Майка му Рутилия Приска Сабиниана е дъщеря на претор. Брат е на Тит Цезерний Стациан (суфектконсул 141 г.).
Квинкциан става около 120 г. пръв от фамилията монетарси служител (tresviri monetales), което води до приемането му в Сенаторското съсловие. Служи като военен трибун в Долна Германия и като кандидат на императора става квестор, народен трибун и претор. Придружава императора като comes в неговите пътувания през 128 г. в Сицилия и Северна Африка, през 131/132 г. в Изтока на империята. Около 133 – 136 г. е легат на X Близначен легион, който бил стациониран във Виндобона в Горна Панония. След това е куратор на Виа Апиа и praefectus alimentorum. През 138 г. той е суфектконсул и става sodalis Augustalis (императорски свещеник).
В родния му град Аквилея, на който е патрон, е честван със статуи. Вероятно има чифлик в Ager Albanus (днес Албано Лациале) до Рим.